# Palene (satélite)
Palene (o Saturno XXXIII), del griego Παλλήνη, es un satélite natural de Saturno muy pequeño situado entre las órbitas de Mimas y Encélado.
Fue visto por primera vez por la misión de la NASA Cassini-Huygens en agosto de 2004 y se le dio la designación provisional de S/2004 S 2. Realmente fue visto por primera vez el 23 de agosto de 1981 por la Voyager 2 en una imagen singular, nombrándola provisionalmente como S/1981 S 14 calculando una distancia de 200 000 km a Saturno. Desde entonces no se había vuelto a ver, su órbita no podía ser calculada con el tiempo, pero recientes comparaciones la han adecuado a su órbita. Palene también se puede llamar Saturno XXXIII. 
Palene está visiblemente afectado por una perturbación plasmada en una resonancia de longitud con la luna Encélado, aunque este efecto no es tan grande con las perturbaciones de la luna Mimas sobre la luna Metone.
Los nombres de Metone y Palene fueron provisionalmente aprobados por el «Grupo de Trabajo para la Nomenclatura del Sistema Planetario» (en inglés, Working Group for Planetary System Nomenclature, conocido por sus siglas WGPSN) de la división III de la UAI en 2005 y fueron ratificados en la asamblea general de 2006 de la UAI.
Recibe su nombre por una de las Alciónides, hijas del gigante Alcioneo.